# 弗朗索瓦·米尼亚尔
弗朗索瓦·米尼亚尔（法語：François Mignard，1949年—），法国天文学家，蔚蓝海岸天文台CERGA（Centre de recherches en géodynamique et astrométrie）的主任。
米尼亚尔是空间天体测量和太阳系动力学领域的专家，他参与了一些空间任务，例如欧洲空间局的依巴谷卫星和盖亚任务。 
小行星12898米尼亚尔以他的名字命名。